# Пасічник Наталія Іванівна
Ната́лія Іва́нівна Па́січник (нар. 3 липня 1984, Теребовля, Тернопільської області, УРСР нині Україна) — українська поетеса, перекладачка. Членкиня Національної спілки письменників України (2009). Перекладає з англійської та російської мов.

## Життєпис

### Освіта
У 2000 році закінчила Теребовлянську школу естетичного виховання по класу фортепіано, у 2002 — Теребовлянську загальноосвітню школу І-ІІІ ступенів № 2 (золота медаль).
У 2002—2006 роках навчалася на відділенні англійської мови факультету іноземних мов Тернопільського національного педагогічного університету імені Володимира Гнатюка. Під час навчання проходила педагогічну практику в Тернопільській спеціалізованій школі з поглибленим вивченням іноземних мов № 28. Отримала диплом бакалавра з відзнакою за спеціальністю вчитель англійської мови основної школи.
У 2006—2007 роках навчалася в магістратурі на відділенні англійської мови факультету іноземних мов Чернівецького національного університету імені Юрія Федьковича. Під час навчання проходила педагогічну практику на кафедрі англійської філології Чернівецького університету та у Чернівецькій гімназії № 1 з поглибленим вивченням іноземних мов. Отримала диплом магістра філології за спеціальністю: викладач англійської мови та літератури, вчитель німецької мови.
У 2007—2010 роках навчалася в аспірантурі Львівського національного університету імені Івана Франка.

### Робота
У 2007 році працювала асистентом кафедри теорії і практики перекладу факультету іноземних мов Тернопільського національного педагогічного університету імені Володимира Гнатюка, у 2007—2008 роках — коректором журналу «Автострада», 2009 року — відповідальним секретарем богемного вісника «Культреванш», 2010 року — виконавчим директором цього вісника.

## Творчість
Публікувалася в газетах і журналах: «Літературна Україна», «Zвірші», «Наше Слово», «Четвер», «Київська Русь», «Курінь», «Пектораль», «Склянка часу», «ШУМ», «Літературний Тернопіль», «Дніпро», «Час'ник», «Дзеркало», «ШО», а також на сайтах «Поетика», «Поетичні Майстерні», «Гоголівська Академія», «Litclub», «Точка кипіння», «Інша література», «Захід-схід», «Артвертеп», «Буквоїд».

### Поетичні збірки
- «Елегія печалі» (Теребовля, 2002),
- «Портрети доби Ренесансу» (Тернопіль: «Джура», 2006),
- «Гра в три руки» (Київ: Видавництво Сергія Пантюка, 2009).
- «Пастух бджіл» (2012)
- «Зимові канікули» (2014)
- «Кирилиця» (2016)

### Окремі твори
Автор повісті для дітей «Терезка з Медової Печери» (2014). Окремі поетичні твори та переклади опубліковані в антологіях та альманахах:
- «Отражения» (Донецк, 2006),
- «Улюблені вірші про кохання» (Тернопіль: Богдан, 2007)
- «Вакації 2» (Тернопіль, 2007),
- «Autumnus» (Канів, 2008),
- «Альманах 15 Форуму Видавців» (Львів, 2008),
- «Bruma» (Канів, 2009),
- «Альманах 16 Форуму Видавців» (Львів, 2009).

## Відзнаки
Лавреатка:
- конкурсу «Поетичні Майстерні» (2003),
- конкурс видавництва «Смолоскип» (2005, 2008, 2009),
- літературної премії імені Б.-І. Антонича «Привітання життя» (2005),
- літер-фесту «Неосфера» (2007),
- міжнародного літературного конкурсу «Гранослов» (2008),
- конкурсу від часопису «Захід-Схід» (2008),
- конкурсу дитячої літератури від часопису «Мистецька сторінка» (2008),
- гран-прі фестивалю «Просто так» (2009),
- конкурсу «Рукомесло» (2009),
- конкурсу від журналу «Дніпро» (2009),
- всеукраїнського літературного конкурсу «Витоки» (2009).
- премія «Коронація слова-2011» у категорії «Для дітей» за книгу «Терезка з Медової печери»[1].